# Кіясово (Кіясовський район)
Кія́сово (рос. Киясово, удм. Кияс) — село, центр Кіясовського району Удмуртії, Росія.
На північний схід від села, по дорозі на село Первомайський, на лівому березі річки Медвежинка, знаходиться гідрологічна пам'ятка природи «Джерело Красний».

## Історія
Село було засноване 1710 року і назване на честь першого поселенця Кіяса. До революції входило до складу Сарапульського повіту В'ятської губернії. За даними 10-ї ревізії 1859 року в 72 дворах проживала 581 особа, працювало 6 млинів. 4 листопада 1926 року село стає центром Кіясовського району в складі Сарапульського округу Уральської області, потім в складі Кіровської області, а з 22 жовтня 1937 року — в складі Удмуртії. Є центром сільради з 1924 року.

## Населення
Населення — 3207 осіб (2010; 3302 у 2002).
Національний склад:
- росіяни — 61 %
- удмурти — 31 %

## Господарство
В селі діють районна лікарня, будинок народної творчості. Встановлено пам'ятник солдатам Другої світової війни. Поряд із селом знаходиться джерело, місце паломництва православних християн.

## Відомі люди
В селі народився відомий радянський художник-баталіст Кривоногов Петро Олександрович. Тут же, на його честь 1997 року був відкритий Кіясовський районний музей Кривоногова Петра Олександровича.